# 東海労働金庫
東海労働金庫（とうかいろうどうきんこ、略称：東海労金（とうかいろうきん）、英語：Tokai Labour Bank）は、愛知県名古屋市中区に本店を置く労働金庫である。

## 概要
営業エリアは、愛知県・岐阜県・三重県である。

## 沿革
- 1952年（昭和27年）
  - 9月 - 信用協同組合愛知県労働金庫創立総会。
  - 10月29日 - 「信用協同組合愛知労働金庫」営業開始。
- 1953年（昭和28年）
  - 3月 - 信用協同組合三重県労働金庫創立総会。
  - 5月 - 「信用協同組合三重県労働金庫」営業開始。
- 1954年（昭和29年）4月 - 労働金庫法施行により組織変更。「愛知労働金庫」、「三重県労働金庫」と改称。
- 1955年（昭和30年）
  - 2月 - 岐阜県労働金庫創立総会。
  - 4月 - 「岐阜県労働金庫」営業開始。
- 2000年（平成12年）10月1日 - 愛知労働金庫（2972）・岐阜県労働金庫（2973）・三重県労働金庫（2974）が合併し、東海労働金庫が発足。括弧内は合併前の統一金融機関コードである。
- 2007年（平成19年）7月2日 - インターネットバンキングによる定期預金口座専用支店、東海労働金庫eネット支店を開設。